# Geschäftsklimaindex
Ein Geschäftsklimaindex ist ein auf Umfragen beruhender Index, der Auskunft über die Erwartungen und Stimmungen von Managern im Hinblick auf die künftige Markt- oder Konjunkturentwicklung geben soll.

## Allgemeines
Die Umfrage über die Einschätzung der gegenwärtigen und künftigen Konjunktur- und Marktentwicklung führt zum „Geschäftsklima“ als Ergebnis dieser Befragung. Ein Geschäftsklimaindex gehört zu den weichen Daten, die als volkswirtschaftliche Frühindikatoren eingestuft werden können. Seine Veränderung gegenüber der Vorperiode gibt Auskunft darüber, ob die Befragten die Marktentwicklung oder ihre künftigen Finanzkennzahlen der nächsten 6 Monate eher optimistisch oder eher pessimistisch einschätzen. Die Geschäftsklimaindices beruhen auf einer einfachen Indexierung. Das aktuelle Geschäftsklima wird in Bezug zum durchschnittlichen Geschäftsklima des letzten auf 0 oder 5 endenden Jahres (also 2010, 2015, 2020 usw.) gesetzt, wobei diesem ein Index-Referenzwert von 100 zugeordnet wird. Pessimistische Einschätzungen liegen unter 100, optimistische entsprechend darüber.

## Arten
Der bekannteste und aussagekräftigste ist der ifo-Geschäftsklimaindex, erstmals im Jahre 1950 herausgegeben vom ifo Institut für Wirtschaftsforschung. Aus diesem „ifo-Konjunkturtest“ mit über 7.000 monatlich befragten Unternehmen und einer Untergliederung in mehr als 300 Produktgruppen oder Teilmärkte lässt sich die kurzfristige Konjunkturentwicklung ableiten. Indexwerte über 100 signalisieren eine überwiegend optimistische, unter 100 eine pessimistischere Einschätzung. Weitere Arten sind die regionalen IHK-Geschäftsklimaindices der Industrie- und Handelskammern oder der Bodensee-Geschäftsklimaindex für die internationale Bodenseeregion.